# Mörttjärnen (Karbennings socken, Västmanland)
Mörttjärnen är en sjö i Norbergs kommun i Västmanland som ingår i Norrströms huvudavrinningsområde och ligger mellan Hyttjärn och Bågen. Sjön har en area på 0,067 kvadratkilometer och ligger 99,1 meter över havet.

## Delavrinningsområde
Mörttjärnen ingår i delavrinningsområde (665828-151464) som SMHI kallar för Utloppet av Bågen. Medelhöjden är 138 meter över havet och ytan är 35,32 kvadratkilometer. Räknas de två avrinningsområdena uppströms in blir den ackumulerade arean 55,18 kvadratkilometer. Svartån som avvattnar avrinningsområdet har biflödesordning 2, vilket innebär att vattnet flödar genom totalt två vattendrag innan det når havet efter 197 kilometer. Avrinningsområdet består mestadels av skog (83 procent). Avrinningsområdet har 1,7 kvadratkilometer vattenytor vilket ger det en sjöprocent på 4,8 procent.